# Haiyan Huang
Haiyan Huang é uma bioestatística sino-americana. Ela trabalha como professora de estatística na Universidade da Califórnia em Berkeley, onde dirige o Center for Computational Biology. Ela é co-autora de um trabalho altamente citado sobre o genoma humano, publicado como parte do consórcio de pesquisa ENCODE e também publicou um trabalho fundamental sobre a modelagem estatística da reprodutibilidade experimental.
Huang formou-se na Universidade de Pequim em 1997, com um diploma de bacharel em matemática, e obteve o seu Ph.D. na Universidade do Sul da Califórnia em 2001. A sua dissertação, Limites para os Erros em Aproximações Distribuicionais de Contagem de Palavras, foi supervisionada por Larry Goldstein. Após a pesquisa de pós-doutoramento com Wing Hung Wong e Jun S. Liu na Universidade Harvard, ela ingressou no departamento de estatística de Berkeley em 2003.